# Reservatum ecclesiasticum
Reservatum ecclesiasticum (с латыни «духовная оговорка») — это положение, известное как «духовная оговорка», было одним из пунктов, которые вошли в состав имперского и религиозного мира, заключённого в Аугсбурге в 1555 году.
Согласно этому положению, католические духовные правители, такие как князья-аббаты, князья-епископы и князья-архиепископы, должны были отказаться от своей светской власти одновременно с переходом в другую конфессию. На их место должен был быть назначен новый (католический) правитель.
На светских территориях Империи, согласно условиям Аугсбургского мира, с 1612 года действовал принцип cuius regio, eius religio, который означает, что государь определяет вероисповедание своих подданных.
Reservatum ecclesiasticum с самого начала предусматривал, что значительная часть территорий Священной Римской империи навсегда останется католической. Протестантские императорские сословия уже давно выражали недовольство этим, поэтому в 1555 году король Фердинанд I в рамках переговоров по Аугсбургскому миру издал так называемую Декларацию Фердинанда, согласно которой протестантским рыцарям и городам, проживающим на церковных территориях, должно было быть разрешено исповедовать лютеранскую веру. Однако сельскому населению это право не было предоставлено. Декларации Фердинанда оставалась предметом споров между католиками и протестантами.
По крайней мере, в политическом плане этот пункт почти гарантировал католическое большинство среди семи курфюрстов, поскольку Королевство Богемия находилось в руках Габсбургов с 1526 года, и три церковных курфюрста Майнца, Трира и Кельна не могли принять католичество, не потеряв при этом своей должности.
Особенно в северной Германии Reservatum ecclesiasticum часто не соблюдался. Например, с 1566 года архиепископство Магдебургское находилось под надзором протестантских администраторов, и территория стала протестантской. Кафедральный собор архиепархии Бремена с 1560 года был преимущественно протестантским и также управлялся протестантскими администраторами. Оба архиепископства были преобразованы в светские территории по Вестфальскому миру.
В 1583 году архиепископ Кельна Гебхард I, Трухзесс фон Вальдбург, принял протестантскую веру и также женился. Он провозгласил свободу вероисповедания и планировал превратить Курфюршество в светское герцогство. Капитул собора сопротивлялся. Конфликт находился под влиянием испано-голландской линии фронта и перероа в Трухсессианскую войну благодаря участию вспомогательных войск, призванных обеими сторонами. В результате Кельнское курфюршество осталось католическим.
Оговорка также сыграла важную роль в Тридцатилетней войне, в которой противоборствующие стороны неоднократно сочетали общие политические и религиозно-политические мотивы. В 1629 году император Фердинанд II попытался добиться возвращения бывших церковных территорий, управлявшихся протестантами, и, таким образом, их повторной католизации с помощью Эдикта о реституции. Отказ Магдебурга выполнить условия эдикта привёл к разрушению города.